# Rhinos Wyszków
I Rhinos Wyszków sono una squadra di football americano di Wyszków, in Polonia; fondata nel 2014, gioca in PFL9.

## Dettaglio stagioni

### Tornei nazionali

#### Campionato

##### LFA1
Questi tornei - pur essendo del massimo livello della loro federazione - non sono considerati ufficiali in quanto organizzati da una federazione "rivale" rispetto a quella ufficialmente riconosciuta dagli organismi nazionali e internazionali.
| Stagione | regular season | regular season | regular season | regular season | regular season | regular season | playoff | playoff | playoff | playoff | playoff | playoff   | playoff    |
|          | Vin            | Par            | Per            | Tot            | PF             | PS             | Vin     | Per     | Tot     | PF      | PS      | risultato | avversaria |
| -------- | -------------- | -------------- | -------------- | -------------- | -------------- | -------------- | ------- | ------- | ------- | ------- | ------- | --------- | ---------- |
| 2018     | 5              | 0              | 3              | 8              | 173            | 215            | -       | -       | -       | -       | -       | -         | -          |
| 2019     | 1              | 0              | 7              | 8              | 101            | 269            | -       | -       | -       | -       | -       | -         | -          |
| Totale   | 6              | 0              | 10             | 16             | 274            | 484            | -       | -       | -       | -       | -       |           |            |

Fonti: Enciclopedia del Football - A cura di Roberto Mezzetti

##### PLFA I
| Stagione | regular season | regular season | regular season | regular season | regular season | regular season | playoff | playoff | playoff | playoff | playoff | playoff   | playoff    |
|          | Vin            | Par            | Per            | Tot            | PF             | PS             | Vin     | Per     | Tot     | PF      | PS      | risultato | avversaria |
| -------- | -------------- | -------------- | -------------- | -------------- | -------------- | -------------- | ------- | ------- | ------- | ------- | ------- | --------- | ---------- |
| 2017     | 2              | 0              | 6              | 8              | 204            | 300            | -       | -       | -       | -       | -       | -         | -          |
| Totale   | 2              | 0              | 6              | 8              | 204            | 300            | -       | -       | -       | -       | -       |           |            |

Fonti: Enciclopedia del Football - A cura di Roberto Mezzetti

##### PLFA II
| Stagione | regular season | regular season | regular season | regular season | regular season | regular season | playoff | playoff | playoff | playoff | playoff | playoff    | playoff        |
|          | Vin            | Par            | Per            | Tot            | PF             | PS             | Vin     | Per     | Tot     | PF      | PS      | risultato  | avversaria     |
| -------- | -------------- | -------------- | -------------- | -------------- | -------------- | -------------- | ------- | ------- | ------- | ------- | ------- | ---------- | -------------- |
| 2015     | 4              | 0              | 2              | 6              | 254            | 159            | -       | -       | -       | -       | -       | -          | -              |
| 2016     | 6              | 0              | 0              | 6              | 264            | 33             | 1       | 1       | 2       | 56      | 59      | Semifinale | Olsztyn Lakers |
| Totale   | 10             | 0              | 2              | 12             | 518            | 192            | 1       | 1       | 2       | 56      | 59      |            |                |

Fonti: Enciclopedia del Football - A cura di Roberto Mezzetti

##### LFA9/PFL9
| Stagione | regular season | regular season | regular season | regular season | regular season | regular season | playoff | playoff | playoff | playoff | playoff | playoff          | playoff         |
|          | Vin            | Par            | Per            | Tot            | PF             | PS             | Vin     | Per     | Tot     | PF      | PS      | risultato        | avversaria      |
| -------- | -------------- | -------------- | -------------- | -------------- | -------------- | -------------- | ------- | ------- | ------- | ------- | ------- | ---------------- | --------------- |
| 2020     | 1              | 0              | 5              | 6              | 95             | 97             | -       | -       | -       | -       | -       | -                | -               |
| 2021     | 3              | 0              | 1              | 4              | 119            | 41             | 0       | 1       | 1       | 21      | 24      | Quarti di finale | Armada Szczecin |
| Totale   | 4              | 0              | 6              | 10             | 214            | 138            | 0       | 1       | 1       | 21      | 24      |                  |                 |

Fonti: Enciclopedia del Football - A cura di Roberto Mezzetti

##### PLFA8
| Stagione | regular season | regular season | regular season | regular season | regular season | regular season | playoff | playoff | playoff | playoff | playoff | playoff          | playoff         |
|          | Vin            | Par            | Per            | Tot            | PF             | PS             | Vin     | Per     | Tot     | PF      | PS      | risultato        | avversaria      |
| -------- | -------------- | -------------- | -------------- | -------------- | -------------- | -------------- | ------- | ------- | ------- | ------- | ------- | ---------------- | --------------- |
| 2015     | 3              | 0              | 1              | 4              | 71             | 34             | 0       | 1       | 1       | 7       | 28      | Quarti di finale | Rzeszów Rockets |
| Totale   | 3              | 0              | 1              | 4              | 71             | 34             | 0       | 1       | 1       | 7       | 28      |                  |                 |

Fonti: Enciclopedia del Football - A cura di Roberto Mezzetti

### Riepilogo fasi finali disputate
| Anno            | Luogo   | Evento  | Fase del torneo  | Incontro                         | Risultato |
| 16 ottobre 2016 | Wyszków | PLFA II | Semifinale       | Rhinos Wyszków - Olsztyn Lakers  | 21 - 34   |
| 17 ottobre 2021 |         | PFL9    | Quarti di finale | Armada Szczecin - Rhinos Wyszków | 24 - 21   |